# Resident Evil 4 (videohra, 2023)
Resident Evil 4 (v Japonsku uváděno japonsky バイオハザード RE:4, Baiohazádo RE:4) je survival horor z roku 2023, vyvinutý a vydaný společností Capcom. Jedná se o remake hry Resident Evil 4 z roku 2005. Remake byl vydán 24. března 2023 pro PlayStation 4, PlayStation 5, Windows a Xbox Series X/S. Verze pro iOS a macOS byly vydány 20. prosince 2023.

## Děj hry
Hlavním hrdinou hry je policista Leon S. Kennedy, který musí zachránit dceru amerického prezidenta Ashley Grahamovou ze španělského venkova. Ashley je ohrožována tajemným kultem.

## Hratelnost
Remake má podstatně změněnou zápletku, nové vizuální zpracování, postavy, obsazení a modernizovanou hratelnost v souladu s Resident Evil Village (2021) a dalšími remaky Resident Evilu.

## Vývoj
Vývoj začal kolem roku 2018. Vývojářské studio se muselo přesunout, a proto byl vývoj výrazně prodloužen. Tým rozšířil charakteristiku Ashley a její vztah s Leonem. Pro hru použil engine RE od Capcomu.
Byly vydány dvě DLC. Minihra Mercenaries, v níž hráči bojují proti vlnám nepřátel a vedlejší příběh Separate Ways, v němž hráči ovládají agentku Adu Wong.

## Vydání a ohlasy
Remake byl vydán 24. března 2023 pro PlayStation 4, PlayStation 5, Windows a Xbox Series X/S. Verze pro iOS a macOS byly vydány 20. prosince 2023.
Hra získala uznání a byla nominována na cenu Golden Joystick Award za ultimátní hru roku a The Game Award za hru roku. K prosinci 2024 se jí prodalo přes 9 milionů kopií, což z ní činí nejrychleji prodávanou hru série Resident Evil.